# Coeliccia wilsoni
Coeliccia wilsoni is een libellensoort uit de familie van de Breedscheenjuffers (Platycnemididae), onderorde juffers (Zygoptera).
De wetenschappelijke naam van de soort is voor het eerst geldig gepubliceerd in 2011 door Zhang & Huo.